# Liste der Monuments historiques im 16. Arrondissement (Paris)
Die Liste der Monuments historiques im 16. Arrondissement (Paris) führt die Monuments historiques im 16. Arrondissement der französischen Hauptstadt Paris auf.

## Liste der Bauwerke
| Bezeichnung                                                  | Beschreibung | Standort | Kennzeichnung | Schutzstatus | Datum | Bild |
| ------------------------------------------------------------ | ------------ | --- | ------------- | ------------ | ----- | ---- |
| Ambassade du Pérou                                           |              | 50 avenue Kléber (Lage)                                                                                           | PA75160003    | Inscrit      | 2004  |      |
| Atelier du ferronnier Brandt                                 |              | 101 boulevard Murat (Lage)                                                                                        | PA00086662    | Inscrit      | 1986  |      |
| Metzgerei Lamartine                                          |              | 172 avenue Victor-Hugo (Lage)                                                                                     | PA00086663    | Inscrit      | 1984  |      |
| Bäckerei                                                     |              | 53 rue de la Tour (Lage)                                                                                          | PA00086664    | Inscrit      | 1984  |      |
| Bistro-Restaurant                                            |              | 5 rue Mesnil (Lage)                                                                                               | PA00086665    | Inscrit      | 1984  |      |
| Feuerwache                                                   |              | 8 rue Mesnil (Lage)                                                                                               | PA00086666    | Inscrit      | 1986  |      |
| Castel Béranger                                              |              | 12, 14 rue Jean-de-La-Fontaine (Lage)                                                                             | PA00086687    | Classé       | 1992  |      |
| Théâtre Le Ranelagh                                          |              | 5 rue des Vignes (Lage)                                                                                           | PA00086712    | Inscrit      | 1977  |      |
| Lycée Saint-Louis-de-Gonzague                                |              | 12 rue Benjamin Franklin (Lage)                                                                                   | PA00125449    | Inscrit      | 1993  |      |
| Crèmerie                                                     |              | 169 rue de la Pompe (Lage)                                                                                        | PA00086667    | Inscrit      | 1984  |      |
| Crèmerie                                                     |              | 28 rue des Sablons (Lage)                                                                                         | PA00086668    | Inscrit      | 1984  |      |
| Lycée Jean-Baptiste-Say                                      |              | 11bis rue d’Auteuil (Lage)                                                                                        | PA00086669    | Inscrit      | 1928  |      |
| École du Sacré-Cœur                                          |              | 11 avenue de la Frillière (Lage)                                                                                  | PA00086670    | Inscrit      | 1983  |      |
| Métroeingang von Hector Guimard der Station Boissière        |              | avenue Kléber (Lage)                                                                                              | PA00086695    | Inscrit      | 2016  |      |
| Métroeingang von Hector Guimard der Station Chardon-Lagache  |              | rue Molitor rue Chardon-Lagache (Lage)                                                                            | PA00086696    | Inscrit      | 2016  |      |
| Métroeingang von Hector Guimard der Station Église-d’Auteuil |              | rue d’Auteuil rue Chardon-Lagache (Lage)                                                                          | PA00086698    | Inscrit      | 2016  |      |
| Métroeingang von Hector Guimard der Station Kléber           |              | avenue Kléber (Lage)                                                                                              | PA00086699    | Inscrit      | 2016  |      |
| Métroeingang von Hector Guimard der Station Mirabeau         |              | rue Mirabeau (Lage)                                                                                               | PA00086700    | Inscrit      | 2016  |      |
| Métroeingang von Hector Guimard der Station Porte d’Auteuil  |              | boulevard de Montmorency (Lage)                                                                                   | PA00086701    | Inscrit      | 2016  |      |
| Métroeingang von Hector Guimard der Station Porte Dauphine   |              | avenue Foch avenue Bugeaud (Lage)                                                                                 | PA00086697    | Inscrit      | 2016  |      |
| Métroeingang von Hector Guimard der Station Victor-Hugo      |              | place Victor-Hugo avenue Victor-Hugo rue Léonard-de-Vinci (Lage)                                                  | PA00086702    | Inscrit      | 2016  |      |
| Cathédrale grecque Saint-Étienne                             |              | 5, 7 rue Georges-Bizet (Lage)                                                                                     | PA00135368    | Inscrit      | 1995  |      |
| Fondation Thiers                                             |              | 5 place du Chancelier-Adenauer (Lage)                                                                             | PA00086681    | Inscrit      | 1980  |      |
| Hôtel                                                        |              | 16 rue de la Faisanderie (Lage)                                                                                   | PA00086678    | Inscrit      | 1976  |      |
| Hôtel                                                        |              | 5 place d’Iéna (Lage)                                                                                             | PA00086677    | Inscrit      | 1975  |      |
| Hôtel particulier von Roland Bonaparte                       |              | 10 avenue d’Iéna (Lage)                                                                                           | PA75160005    | Inscrit      | 2009  |      |
| Hôtel Guadet                                                 |              | 95 boulevard Murat (Lage)                                                                                         | PA00086671    | Inscrit      | 1966  |      |
| Hôtel particulier von Hector Guimard                         |              | 122 avenue Mozart (Lage)                                                                                          | PA00086680    | Classé       | 1964  |      |
| Hôtel Jassedé                                                |              | 41 rue Chardon-Lagache (Lage)                                                                                     | PA00086672    | Inscrit      | 1980  |      |
| Hôtel Le Vavasseur                                           |              | 21 rue Boissière (Lage)                                                                                           | PA00086673    | Inscrit      | 1977  |      |
| Hôtel Mezzara                                                |              | 60 rue Jean-de-La-Fontaine (Lage)                                                                                 | PA00086674    | Inscrit      | 1994  |      |
| Hôtel de Monpelas                                            |              | 19 avenue Foch (Lage)                                                                                             | PA00086675    | Inscrit      | 1979  |      |
| Hôtel Pauilhac                                               |              | 59 avenue Raymond-Poincaré (Lage)                                                                                 | PA00086714    | Inscrit      | 1990  |      |
| Hôtel Véron                                                  |              | 16, 18 rue d’Auteuil (Lage)                                                                                       | PA00086676    | Inscrit      | 1980  |      |
| Gebäude                                                      |              | 17 rue Benjamin Franklin (Lage)                                                                                   | PA00086684    | Inscrit      | 1986  |      |
| Gebäude                                                      |              | 25bis rue Benjamin Franklin (Lage)                                                                                | PA00086685    | Inscrit      | 1966  |      |
| Gebäude                                                      |              | 27 avenue Georges-Mandel (Lage)                                                                                   | PA00086715    | Inscrit      | 1992  |      |
| Studio Building                                              |              | 65 rue Jean-de-La-Fontaine (Lage)                                                                                 | PA00086688    | Inscrit      | 1975  |      |
| Gebäude                                                      |              | 1bis, 3, 4, 5, 6, 7, 10, 12 rue Mallet-Stevens 9 rue du Docteur-Blanche (Lage)                                    | PA00086679    | Inscrit      | 2000  |      |
| Gebäude                                                      |              | 25 rue de la Pompe (Lage)                                                                                         | PA00086689    | Inscrit      | 1984  |      |
| Gebäude                                                      |              | 51-55 rue Raynouard (Lage)                                                                                        | PA75160001    | Classé       | 1996  |      |
| Gebäude                                                      |              | 25 avenue de Versailles (Lage)                                                                                    | PA00135369    | Inscrit      | 1995  |      |
| Gebäude                                                      |              | 3ter et 6 villa de Beauséjour 11bis boulevard de Beauséjour (Lage)                                                | PA00086717    | Inscrit      | 1992  |      |
| Gebäude Agar                                                 |              | 43 rue Gros 17 à 21 rue Jean-de-La-Fontaine 8, 10 rue Agar (Lage)                                                 | PA00086686    | Inscrit      | 1975  |      |
| Gebäude Les Chardons                                         |              | 9 rue Claude-Chahu 2 rue Eugène-Manuel (Lage)                                                                     | PA00086682    | Inscrit      | 1986  |      |
| Gebäude Jassédé                                              |              | 142 avenue de Versailles (Lage)                                                                                   | PA00086690    | Inscrit      | 1984  |      |
| Gebäude Walter                                               |              | 2 à 10 boulevard Suchet 1 à 9 avenue du Maréchal-Maunoury 2,4 rue Ernest-Hébert 1 à 3 place de la Colombie (Lage) | PA75160004    | Inscrit      | 2006  |      |
| Jardin des Serres d’Auteuil                                  |              | 3 avenue de la Porte-d’Auteuil (Lage)                                                                             | PA75160002    | Inscrit      | 1998  |      |
| Laboratoire d’aérodynamisme de Gustave Eiffel                |              | 67 rue Boileau (Lage)                                                                                             | PA00086691    | Classé       | 1984  |      |
| Maison-atelier des sculpteurs Martel                         |              | 10 rue Mallet-Stevens (Lage)                                                                                      | PA00086692    | Classé       | 1990  |      |
| Monument d’Aguesseau                                         |              | place d’Auteuil (Lage)                                                                                            | PA00086703    | Inscrit      | 1929  |      |
| Maison de Balzac                                             |              | 47 rue Raynouard 24 rue Berton (Lage)                                                                             | PA00086709    | Classé       | 1913  |      |
| Musée Clemenceau                                             |              | 8 rue Benjamin Franklin (Lage)                                                                                    | PA00086683    | Classé       | 1955  |      |
| Musée d’Ennery                                               |              | 59 avenue Foch (Lage)                                                                                             | PA00086704    | Inscrit      | 1979  |      |
| Museum Guimet                                                |              | 6 place d’Iéna (Lage)                                                                                             | PA00086705    | Inscrit      | 1979  |      |
| Palais de Chaillot                                           |              | place du Trocadéro-et-du-11-Novembre (Lage)                                                                       | PA00086706    | Classé       | 1980  |      |
| Palais d’Iéna                                                |              | 1 avenue d’Iéna (Lage)                                                                                            | PA00086707    | Classé       | 1993  |      |
| Pavillon                                                     |              | 12 avenue des Tilleuls (Lage)                                                                                     | PA00086710    | Inscrit      | 1980  |      |
| Pavillon de Bagatelle                                        |              | Bois de Boulogne (Lage)                                                                                           | PA00086708    | Classé       | 1978  |      |
| Piscine Molitor                                              |              | 1 à 5 boulevard d’Auteuil (Lage)                                                                                  | PA00086713    | Inscrit      | 1990  |      |
| Restaurant Prunier                                           |              | 16 avenue Victor-Hugo (Lage)                                                                                      | PA00086711    | Inscrit      | 1989  |      |
| Sous-station Auteuil                                         |              | 2 bis rue Michel-Ange (Lage)                                                                                      | PA00086716    | Inscrit      | 1992  |      |
| Villa Jeanneret-Raaf                                         |              | 8 square du Docteur-Blanche (Lage)                                                                                | PA00086693    | Classé       | 1996  |      |
| Villa La Roche                                               |              | 10 square du Docteur-Blanche (Lage)                                                                               | PA00086694    | Classé       | 1996  |      |

## Liste der Objekte
- Monuments historiques (Objekte) in Paris in der Base Palissy des französischen Kultusministeriums